# Llista d'alcaldes de Jaén

Aquesta és la llista d'alcaldes de Jaén des de 1801:

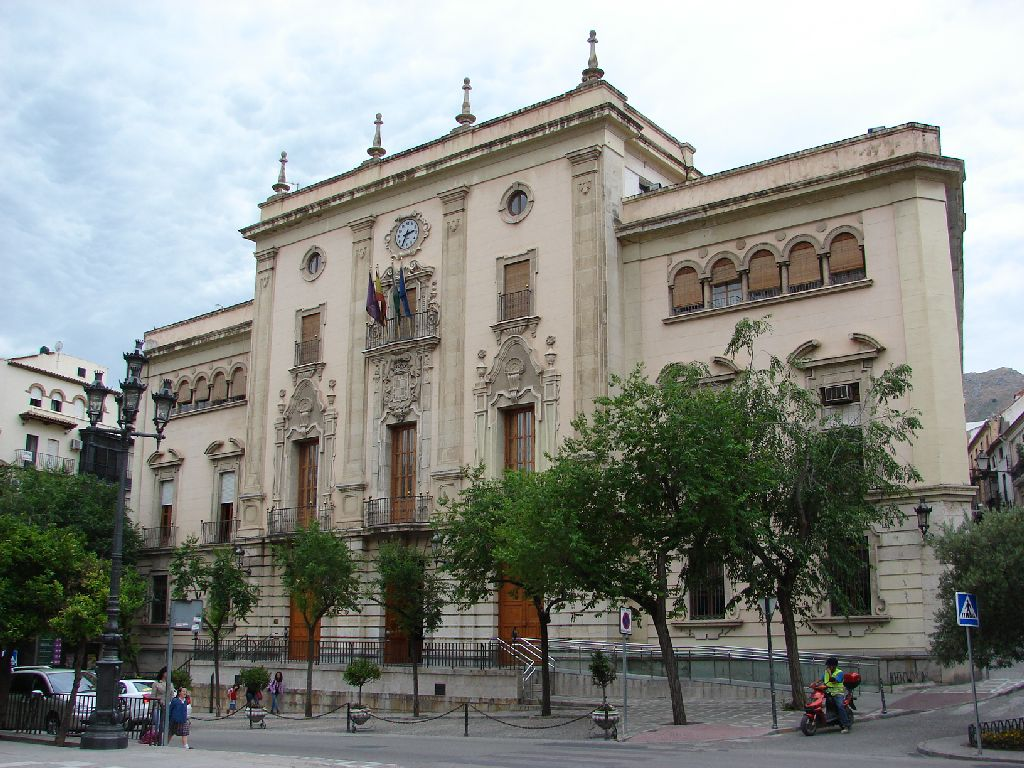
Palau Municipal, seu de l'Ajuntament de Jaén.

## La Il·lustració
- José Fernández de Quevedo (2 de gener de 1801)
- Desconegut (1802 - 1804)
- Antonio María de Lomas (8 de gener de 1805)

## Guerra del Francès
- Esteban José Colmenero (11 de juliol de 1808) - Primera vegada
- Juan Romero Alpuente (22 de febrer de 1809)
- Esteban José Colmenero 25 de juny de 1809) - Segona vegada
- Desconegut (1810)
- Alonso María Castillo (17 de gener de 1811)
- Juan Vicente Escalona (9 de novembre de 1811)
- Francisco Moreno (17 de desembre de 1812)
- Esteban José Colmenero (10 de setembre de 1813) - Tercera vegada
- Agustín de Uribe (1 de gener de 1814)

## Regnat de Ferran VII
- Francisco de Torres Coello (11 de maig de 1814)
- José Alonso Villasante (7 d'agost de 1814)
- Carlos Caravantes (3 de desembre de 1814)
- Ramón de Torres (1 de gener de 1815)
- Rafael Aymat y Sala (9 de març de 1815) - Primera vegada

## Trienni liberal
- Mateo Candalija (16 de gener de 1820)
- Juan Vicente Escalona (1 de gener de 1821)
- Pedro Carrillo y Ríos (1 de gener de 1822)
- Carlos Pérez (1 de gener de 1823)

## Dècada Ominosa
- Rafael Aymat y Sala (18 d'octubre de 1823) - Segona vegada
- Ramón María de Torres

Pedro Pascual de la Peña (19 d'octubre de 1824) - Ambdós s'alternaren durant el mandat
- Francisco Anaya (3 de març de 1825)
- Eugenio Jabalquinto y Portillo (28 de desembre de 1826)
- Juan Pedro Talara (24 de maig de 1828)
- Agustín Francisco de Cuenca (15 de novembre de 1830)
- Vicente Girón Villamandos (8 de febrer de 1833)

## Primera guerra carlina
- José Antonio Vázquez (10 de gener de 1835)
- Juan Vicente Escalona (6 de novembre de 1835)
- Juan María Casanova (2 de novembre de 1836) - Primera vegada
- José Ignacio Coello (1 de gener de 1838)
- Manuel Nieto Armenteros (1 de gener de 1839) - Primera vegada
- Juan María Casanova (1 de gener de 1840) - Segona vegada
- Manuel Nieto Armenteros (10 de setembre de 1840) - Segona vegada
- Carlos Pérez (1 de gener de 1841)
- Manuel Escalante (1 de gener de 1842)
- Joaquín Balén

Francisco Berges (31 de desembre de 1842) - En funcions i alternant-se
- Joaquín Balén (10 d'abril de 1843)
- Francisco Berges (8 de novembre de 1843) - Primera vegada (en solitari)

## Regnat d'Isabel II
- Fernando Cañabate y Gámez (31 de març de 1844)
- Juan de la Cruz Mendoza (1 de gener de 1846)
- León Esteban (1 de gener de 1848)
- Juan Pedro Forcada (13 d'abril de 1848) - Primera vegada
- Agustín de Uribe (24 de març de 1851)
- Matías Sáenz (1 de gener de 1852)
- Juan María Casanova (12 de juny de 1852)
- Juan Pedro Forcada (1854) - Segona vegada
- Bernardo José Jaén (21 d'agost de 1854)
- Francisco Berges (8 de setembre de 1854) - Segona vegada
- Antonio Armenta (10 de març de 1856)
- Juan Pedro Forcada (24 d'octubre de 1856) - Tercera vegada
- José de Uribe y Funau (20 de maig de 1858) - Primera vegada
- Manuel Gutiérrez (20 de maig de 1858)
- José Uribe y Funau (21 d'octubre de 1858) - Segona vegada
- Fernando María de Contreras (1 de gener de 1861)
- Ramón María de Torres (1 de gener de 1863)
- José María de Martos (11 d'agost de 1864)
- Antonio Mariscal (1 de gener de 1867)

## Sexenni Democràtic
- José Calatayud Sanmartín (22 d'octubre de 1868) - Primera vegada
- Teodoro Jontoya y Taracena (10 d'octubre de 1869)
- José Calatayud Sanmartín (27 de gener de 1870) - Segona vegada

## Regnat d'Amadeu I
- Ramón Fernández Cano (1 de febrer de 1872)

## Primera República Espanyola
- Antonio García-Negrete Mariscal (12 de febrer de 1873)
- José Uribe y Funau (6 de gener de 1874) - Tercera vegada

## Restauració borbònica
- José Toral y Bonilla (4 de gener de 1875)
- Manuel de Aranda y Messía de la Cerda (13 de març de 1875) - Primera vegada
- Juan José de Bonilla y Forcada (1 d'abril de 1876) - Primera vegada
- Manuel de Aranda y Messía de la Cerda (1 de març de 1877) - Segona vegada
- Juan José de Bonilla y Forcada (13 de març de 1880) - Segona vegada
- Antonio Salido y Torres (12 de març de 1881)
- José Roldán y Marín (13 d'abril de 1881)
- Eduardo Solá y Moreno (1 de juliol de 1883)
- Juan José de Bonilla y Forcada (19 de gener de 1884) - Tercera vegada
- Felipe Fernández Cano (12 de desembre de 1885)
- Ramón Gómez Torres (3 d'octubre de 1887)
- José Roldán y Marín (8 de gener de 1890) - Segona vegada
- Manuel Piqueras Castro (3 de setembre de 1890)
- José del Prado y Palacio (1 de juliol de 1891)
- Sixto Santamaría Mitjana (1 d'octubre de 1892)
- Antonio de Horna Ambrona (24 de desembre de 1892)
- Julio Ángel Muñiz (27 d'abril de 1895)
- Rafael del Nido Segalerva (29 de novembre de 1897)
- Juan Montón Civera (12 de novembre de 1898)
- Antonio Lemni García (6 de juliol de 1899) - Primera vegada
- Alberto Cancio y Uribe (6 de maig de 1901)
- Cándido Carrasco Díaz (1 de gener de 1902) - Primera vegada
- Antonio Lemni García (5 de gener de 1902) - Segona vegada
- José Fiestas Rodríguez (1 de gener de 1904)
- Manuel Suca Escalona (8 d'octubre de 1904)
- Cándido Carrasco Díaz (octubre de 1905) - Segona vegada
- Manuel Suca Escalona (febrer de 1907) - Segona vegada
- Cándido Carrasco Díaz (novembre de 1909) - Tercera vegada
- José Cos Mermería (març de 1911)
- Luis Pérez Sánchez (1 de gener de 1912)
- Miguel J. Márquez Banqueri (maig de 1913)
- Manuel Ruiz Córdoba (novembre de 1913)
- Alfonso Monge Avellaneda (novembre de 1915)
- Ramón Espantaleón Molina (1 de gener de 1916)
- José Huesa Pérez (juliol de 1916)
- Miguel J. Márquez Banqueri (31 de març de 1917) - Segona vegada
- Enrique de Guindos Torres (30 de juliol de 1917)
- Miguel J. Márquez Banqueri (8 de desembre de 1917) - Tercera vegada
- Ricardo Velasco Pro (14 de setembre de 1918)
- Francisco Rodríguez López (5 d'agost de 1919)
- José Morales Robles (1 de maig de 1920)
- Inocente Fe Jiménez (22 d'octubre de 1920)
- Antonio Aponte Toral (14 de juliol de 1922)
- Pedro de las Parras Ruiz (18 de gener de 1923)

## Dictadura de Primo de Rivera
- Manuel García de Quesada y Martínez Victoria (10 d'abril de 1923)
- Fermín Palma García (1 d'octubre de 1923)
- Juan Pancorbo Ortuño (13 d'abril de 1929)
- Antonio Martínez Martos (26 de febrer de 1930)
- Ángel Alcázar Peralta (27 de febrer de 1930)
- Enrique Cabezudo Casado (17 de març de 1930)

## Segona República Espanyola
- Pedro Lópiz Llópiz (5 de maig de 1931)
- José Morales Robles (2 de juliol de 1931)
- Melchor Cobo Medina (10 d'octubre de 1934)
- José Morales Robles (20 de febrer de 1936) - Segona vegada
- José Campos Perabá (12 de juny de 1936)

## Franquisme
- Juan Pedro Gutiérrez Higueras (10 de maig de 1939)
- Antonio Álvarez de Morales y Ruiz (14 de maig de 1947)
- Alfonso Montiel Villar (27 d'octubre de 1951)
- Antonio García Rodríguez (24 de gener de 1956)
- Pío Aguirre Rodríguez (8 de març de 1958)
- José María García Segovia (28 de juliol de 1958)
- Eduardo Ortega Anguita (11 de març de 1964)
- Ramón Calatayud Sierra (3 de febrer de 1967)
- Antonio Herrera García (20 de desembre de 1973)

## Democràcia
- Emilio Arroyo López (19 d'abril de 1979)
- José María de la Torre Colmenero (29 de juliol de 1986) - Primera vegada
- Alfonso Sánchez Herrera (11 de juliol de 1989) - Primera vegada
- José María de la Torre Colmenero (15 de juny de 1991) - Segona vegada
- Alfonso Sánchez Herrera (17 de juny de 1995) - Segona vegada
- Miguel Sánchez de Alcázar Ocaña (3 de juliol de 1999)
- Carmen Purificación Peñalver Pérez (16 de juny de 2007)
- José Enrique Fernández de Moya (11 de juny de 2011)